# Вустерский замок
Вустерский замок (англ. Worcester Castle) — утраченное средневековое фортификационное сооружение, построенное в 1068—1069 годах в Вустере Урсом д’Абето по поручению Вильгельма Завоевателя. Замок по типу мотт и бейли располагался на южной стороне старого англосаксонского города и заходил на территорию Вустерского собора. Королевские замки были собственностью короны и управлялись констеблями от имени монарха. В Вустере эта роль передавалась по наследству в семье Бошан, что давало им значительную власть в городе. Замок играл важную роль в военных конфликтах в XII веке и начале XIII века, включая гражданскую (1135—1154) и первую баронскую войны (1215—1217).

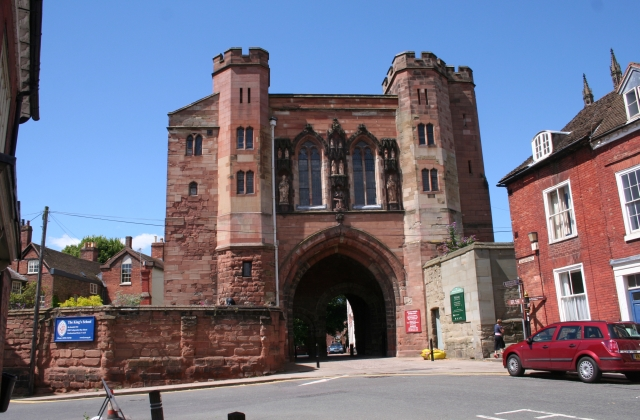
Башня Эдгара

В 1217 году Генрих III вернул бо́льшую часть замка собору, тем самым ослабив власть Бошанов и снизив риск военной угрозы, создаваемой замком. Без укреплений Вустерский замок больше не имел военной ценности, хотя и участвовал во второй баронской войне в 1260-х годах. К началу XIII века в замке устроили тюрьму графства Вустершир, которая и находилась там до начала XIX века. Когда на северной стороне Вустера была построена новая тюрьма, переставший быть нужным замок был полностью снесён. Сегодня от Вустерского замка ничего не сохранилось, за исключением башни Эдгара XVI века — сторожки собора, построенной на месте бывшего входа в замок>.